# Auktionswhist
Auktionswhist är ett kortspel för fyra deltagare som spelar ihop parvis. Spelet utgör en vidareutveckling av den klassiska whisten, från vilken det skiljer sig genom att ett moment med budgivning tillkommit.
Efter att korten delats ut, ska spelarna i tur och ordning avge bud, som anger det antal poäng man räknar med att kunna spela hem tillsammans med sin partner. Varje trick, det vill säga vunna stick utöver de första sex, ger 1 poäng, och varje hemtagen honnör, det vill säga ess, kung, dam och knekt i trumffärgen, ger också 1 poäng.
Det bud som ingen annan vill höja blir slutbud, och den som lämnat detta bud blir spelförare och får välja trumffärg. Om slutbudet spelas hem, får spelförarens sida tillgodoräkna sig alla tagna poäng. I annat fall dras budets värde från spelförarens sidas totalpoäng samtidigt som motspelarna får tillgodoräkna sig sina vunna poäng; alternativt görs inget poängavdrag, men motspelarna får tillgodoräkna sig dubbla poängen för de trick och honnörer de vunnit. Det par som först når 13 poäng vinner spelet.

## Varianter
I varianten budwhist delas inga poäng ut för honnörerna.